# Hoorspelgenre
Hoorspelen worden net als boeken en films vaak onderscheiden in genres, die het thema van het hoorspel beschrijven. Genre moet onderscheiden worden van stijl. De stijl van een hoorspel beschrijft een manier van hoorspelmaken die genreoverschrijdend is; hoorspelen uit verschillende genres kunnen in dezelfde stijl opgenomen zijn, maar hoorspelen in hetzelfde genre hoeven niet op dezelfde wijze opgenomen te zijn.
Wel vereist volgens Carl Lans het hoorspel als uitingsvorm t.o.v. een roman een eigen compromis tussen menselijk handelen en menselijk zijn. In het hoorspel moet de klemtoon vallen op het menselijk handelen en daardoor blijven de achtergronden (wetenschappelijke, maatschappelijke en zielkundige) steeds een suggestie.
Hoe gedetailleerder een genre gedefinieerd is, hoe meer moeite een hoorspelmaker zal doen om van de gebaande paden af te wijken, om genres te combineren, en categorieën te ontwijken. Hierdoor is het soms moeilijk om een hoorspel in een bepaald genre te plaatsen.
Ook is het onderscheid tussen bepaalde genres soms moeilijk te bepalen. Zo is het onderscheid tussen thriller, detective of misdaad soms moeilijk aan te geven of valt een hoorspel bij meerdere genres onder te brengen.
Veel voorkomende hoorspelgenres zijn:
- Absurdistisch hoorspel
- Amusementshoorspel
- Avontuurlijk hoorspel
- Detectivehoorspel
- Filosofisch hoorspel
- Historisch hoorspel
- Jeugdhoorspel
- Literair hoorspel
- Misdaadhoorspel
- Ondeugend hoorspel
- Oorloghoorspel
- Politiek hoorspel
- Psychologisch hoorspel
- Religieus hoorspel
- Romantisch hoorspel
- Sciencefictionhoorspel
- Maatschappelijk hoorspel
- Spionagehoorspel
- Sprookjeshoorspel
- Thrillerhoorspel